# Kama (bóg)

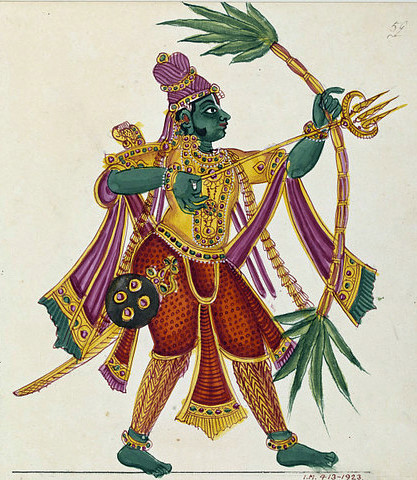
Kama

Kamadewa (dewanagari कामदेव trl. Kāmadeva, ang. Kamadeva) – bóg miłości w hinduizmie. Ma postać pięknego młodzieńca, uzbrojonego w łuk (wykonany z trzciny cukrowej) i w strzały z kwiatów. Cięciwę łuku tworzą połączone ze sobą pszczoły. Kamie towarzyszą jego święte zwierzęta: kukułka i papuga. Jego porą roku jest wiosna, a żoną Rati. Znakiem Kamy jest krokodyl.

## Formy kultowe

### Imiona
- Ragavrinta (Łodyga namiętności)
- Ananga (Bezcielesny)
- Kandarpa (Bóg zakochani)
- Manmatha[1] (Ubijający serca)
- Manosidź (Powstający z umysłu)
- Madana (Odurzający)
- Ratikānta (Pan pór roku)
- Pushpavān
- Pushpadhanva (Uzbrojony w kwiecisty łuk)

## Recepcja w literaturze religijnej
- Śaiwapurana podaje, że Kamę stworzył bóg Brahma.
- Według Skandapurany Kama jest bratem Prasuti i synem Szatarupy. Jego żoną jest Rati – córka Prasuti i Dakszy – również stworzonego przez Brahmę. Według niektórych wersji Kama inkarnował się wcześniej jako Pradjumna – syn boga Kryszny i Rukmini.
- Najbardziej znany mit o Kamie opisany jest w Kumārasāmbhavam: Kama, aby skłonić boga Śiwę, pogrążonego w medytacji do spłodzenia dziecka z Parwati, wystrzelił w Śiwę strzałę z kwiatów. Jednak Śiwa natychmiast otworzył swoje trzecie oko (adźńa) i jego promieniami spalił Kamę. Światu, pozbawionemu miłości i pożądania, groziła zagłada. Aby temu zapobiec, Śiwa przywrócił Kamę do życia, jednak tylko jako myśl (podkreślając w ten sposób, że miłość jest stanem umysłu, a nie wyłącznie fizyczną rozkoszą). Festiwal Holi ma upamiętniać to wydarzenie.